# Distretto di Solhan
Il distretto di Solhan (in turco Solhan ilçesi) è uno dei distretti della provincia di Bingöl, in Turchia.